# 岳良
岳良，中华人民共和国政治人物、外交官。
1971年，接替柯柏年，担任中华人民共和国驻丹麦大使。1977年，由秦加林接任。